# Bakary Sako
Bakary Sako (* 26. April 1988 in Ivry-sur-Seine) ist ein französisch-malischer Fußballspieler. Seine bevorzugten Positionen sind die offensiven Außenbahnen. Sakos Bruder Morike ist ebenfalls Fußballprofi.

## Karriere

### Vereine
Sako begann seine Karriere beim LB Châteauroux, wo er am 12. Mai 2006 zu seinem ersten Profieinsatz kam, als er beim Ligue-2-Spiel gegen den SC Bastia eingewechselt wurde. Nach drei weiteren Jahren in der Ligue 2 wurde er im Sommer 2009 vom Ligue-1-Verein AS Saint-Étienne für vier Jahre verpflichtet. Ab der Saison 2012/13 stand Sako bei den Wolverhampton Wanderers unter Vertrag. Im Sommer 2015 wechselte er zu Crystal Palace und bestritt bis zu seinem Abgang im Sommer 2018 insgesamt 43 Erstligaspiele für den Klub. Im Oktober 2018 schloss er sich dem Zweitligisten West Bromwich Albion an, Ende Januar 2019 löste er nach nur drei Startelfeinsätzen seinen Vertrag bei West Bromwich wieder auf und schloss sich bis Saisonende erneut Crystal Palace an.
Nach insgesamt 47 Einsätzen und fünf Toren für Crystal Palace in der Premier League, sollte Sako zur Saison 2019/20 einen Vertrag beim türkischen Erstligisten Denizlispor unterschreiben. Jedoch fiel er aufgrund einer Verletzung am Sprunggelenk durch den obligatorischen Medizincheck durch, woraufhin der Verein von einer Verpflichtung absah. Im September 2019 unterschrieb er einen Vertrag beim zypriotischen Paphos FC. Nach einer Spielzeit verließ er die Mannschaft wieder und war im Anschluss eineinhalb Jahre vereinslos. Im Januar 2022 schloss er sich AS Saint-Étienne an. Im September 2022 wechselte er nach kurzer Vereinslosigkeit zum griechischen Erstligisten Levadiakos.

### Nationalmannschaft
Sako kam zu zehn Einsätzen für die französische U-21-Nationalmannschaft, bei denen er zwei Tore schoss. Zuvor lief er für die malische U-17- und die französische U-19-Nationalmannschaft auf. Letztlich entschied Sako sich, für die malische Nationalmannschaft aufzulaufen. Seit seinem Debüt im Jahr 2014, konnte er in 19 Einsätzen neun Tore erzielen (Stand: Juli 2019).